# Moule à tarte

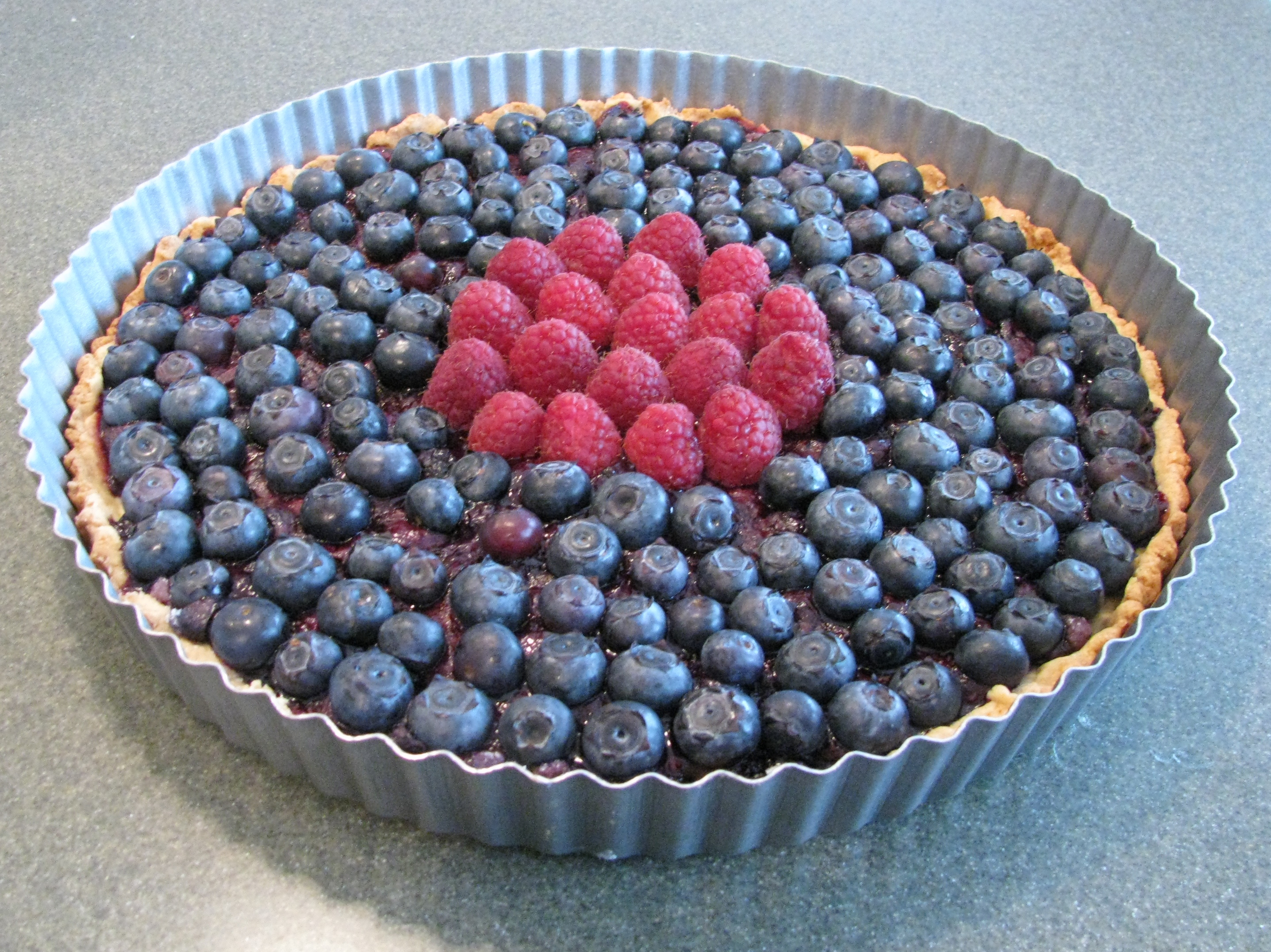

Un moule à tarte, aussi appelé tourtière, est un moule utilisé en cuisine et en pâtisserie pour mettre en forme et pour cuire la pâte d'une tarte sucrée ou salée ou d'autres préparations de composition et de forme similaire (tourtes, quiches...).

## Forme
Les moules à tarte sont de forme circulaire, de multiples diamètres, et leur bord relevé peut être lisse ou cannelé. Le fond peut être amovible.

## Matériaux
Les moules à tarte sont fabriqués en différents matériaux. Traditionnellement, ils sont rigides, en métal (acier ou aluminium) parfois doté d'un revêtement anti-adhésif à base de téflon, en verre à feu, en porcelaine à feu. Pour faciliter le démoulage, certains moules métalliques sont réalisés en deux pièces dissociables, le fond et le bord. 
Récemment[Quand ?], sont apparus les moules souples en silicone alimentaire. Ces derniers présentent l'avantage d'un démoulage instantané, sans graissage du moule, de supporter des températures allant de - 60 °C à + 230 °C et de supporter la cuisson au four à micro-ondes. Leur principal inconvénient, lié à la souplesse du matériau dont ils sont constitués, est le risque de renverser la garniture avant cuisson, et parfois leur coût.

## Utilisation
L'installation de la pâte dans le moule est le fonçage du moule. Il est conseillé de graisser l'intérieur du moule avec du beurre ou de la margarine, sauf s'il est anti-adhérent, avant de le garnir, spécialement lorsque la pâte contient de l'œuf.